# Gare de Mejiro
La gare de Mejiro (目白駅, Mejiro-eki) est une gare ferroviaire de la ville de Tōkyō au Japon. Elle est située dans l'arrondissement de Toshima, dans le quartier de Mejiro. Elle est desservie par la ligne Yamanote de la JR East.

## Situation ferroviaire
La gare d'Ōtsuka est située au point kilométrique (PK) 14,2 km de la ligne Yamanote.

## Histoire
La gare a été mise en service le 16 mars 1885.

## Service des voyageurs

### Accueil
La gare dispose d'un bâtiment voyageurs, avec guichet, ouvert tous les jours.

### Desserte
- Ligne Yamanote :
  - voie 1 : direction Shinjuku, Shibuya et Shinagawa
  - voie 2 : direction Ikebukuro, Ueno et Tokyo

| «            |  | Service        |  | »         |
| ------------ |  | -------------- |  | --------- |
| Takadanobaba |  | Ligne Yamanote |  | Ikebukuro |